# Астраускас, Нериюс
Нериюс Астраускас (лит. Nerijus Astrauskas; род. 18 октября 1980, Шяуляй) — литовский футболист, нападающий. Выступал за сборную Литвы.

## Биография
Воспитанник шяуляйского футбола. Взрослую карьеру начал в местном клубе «Клевас» в первой лиге Литвы. В сезоне 1997/98 сыграл один матч за «Кареду» (Шяуляй), ставшую в итоге чемпионом страны, а большую часть сезона провёл в составе аутсайдера высшего дивизиона «Таурас» (Таураге). Затем ещё несколько сезонов играл за «Таурас» в первой лиге, а в первой половине 2002 года выступал в этом же турнире за «Бабрунгас» (Плунге).
Летом 2002 года вернулся в высшую лигу, подписав контракт с «Сакаласом» (Шяуляй). Затем три сезона выступал за «Швесу»/«Вильнюс», в ходе сезона 2003/04 также переходил в польский клуб «РКС Радомско» (по другим данным — «Радомяк» Радом), но ни одного матча не сыграл.
В 2006 году выступал за «Металлург» (Лиепая), стал серебряным призёром чемпионата Латвии и обладателем Кубка страны. В составе латвийского клуба провёл 3 матча в еврокубках. Затем играл на родине за «Интерас» (Висагинас) и снова за «Вильнюс». В сезоне 2007/08 выступал во втором дивизионе Кипра за «Айя-Напу», а в 2008—2010 годах играл в третьем дивизионе Греции за «Ники Волос» и «Верию».
В 2010—2011 годах играл на родине за вильнюсский «Жальгирис», с которым становился бронзовым (2010) и серебряным (2011) призёром чемпионата Литвы. Весной 2012 года выступал в чемпионате Вильнюса (четвёртый дивизион) за клуб «Витис», а осенью — в чемпионате Мальты за «Рабат Аякс». Затем снова играл в высшей лиге Литвы за «Круою» (Пакруойис) и «Тракай».
Сезон 2014/15 провёл в шестом дивизионе Германии за «Интер» (Лейпциг), осенью 2015 года играл в первой лиге Литвы за «МРУ-Тюменас» (Вильнюс). В 2016—2017 годах в течение трёх неполных сезонов выступал в четвёртом и третьем дивизионах Греции за «Касторию», в сезоне 2016/17 стал автором 18 голов в четвёртом дивизионе. В конце 2017 года завершил игровую карьеру.
21 мая 2005 года сыграл дебютный матч за сборную Литвы в финале Кубка Балтии против Латвии (2:0). Второй и последний матч провёл спустя шесть лет, 7 июня 2011 года против Норвегии.

## Достижения
- Серебряный призёр чемпионата Латвии: 2006
- Обладатель Кубка Латвии: 2006
- Серебряный призёр чемпионата Литвы: 2011
- Бронзовый призёр чемпионата Литвы: 2010
- Победитель Кубка Балтии: 2005